# روی شکاف گام گذار
روی شکاف گام گذار (انگلیسی: Step on a Crack) نخستین رمان از سری کتاب‌های مهیج مایکل بنت نوشتهٔ جیمز پترسون و مایکل لدویج است.